# Althofener Moos
Althofener Moos este o arie protejată (arie specială de conservare — SAC, sit de importanță comunitară — SCI) din Austria întinsă pe o suprafață de 0,59 ha, integral pe uscat.

## Localizare
Centrul sitului Althofener Moos este situat la coordonatele 47°08′N 13°44′E / 47.14°N 13.73°E.

## Înființare
Situl Althofener Moos a fost declarat sit de importanță comunitară în decembrie 2015 pentru a proteja 1 specie de animale. Situl a fost protejat și ca arie specială de conservare în septembrie 2017.

## Biodiversitate
Situată în ecoregiunea alpină, aria protejată nu include niciun habitat protejat.
La baza desemnării sitului se află o specie protejată de  nevertebrate: Lycaena helle.